# Doug Peacock
Pour les articles homonymes, voir Peacock.
Doug Peacock, né le 5 avril 1942 dans le Michigan, est un naturaliste et écrivain américain.

## Biographie
Doug Peacock est un vétéran de la Guerre du Viêt Nam (Special Forces). Il raconte son trouble de stress post-traumatique dans son livre Une guerre dans la tête.
Il est ensuite devenu militant pour la protection de la nature, connu pour son travail en faveur de la protection des populations de grizzlis aux États-Unis.
Il a servi de modèle à Edward Abbey pour le personnage de George Washington Hayduke dans ses romans Le Gang de la clef à molette et Le Retour du gang.

## Récits traduits en français
- Mes années grizzly, Gallmeister, 2012 ((en) The Grizzly Years: In Search of the American Wilderness, Henry Holt & Co, 1990), trad. Josiane Deschamps, 384 p.  (ISBN 978-2351786185)
- Une guerre dans la tête, Gallmeister, 2008 ((en) Walking It Off: A Veteran's Chronicle of War And Wilderness, Ewu Press, 2005), trad. Camille Fort-Cantoni, 256 p.  (ISBN 978-2351780152). Ensuite republié sous le titre Marcher vers l'horizon, Gallmeister, 2022  (ISBN 9782351787816).
- Itinéraire d'un éco-guerrier, Gallmeister, 2023 ((en) Was It Worth It? A Wilderness Warrior's Long Trail Home, Patagonia Works, 2022), trad. Jacques Mailhos, 320 p.  (ISBN 978-2-35178-307-8)